# Castello di Vianino
Das Castello di Vianino ist die Ruine einer mittelalterlichen Höhenburg in Vianino, einem Ortsteil von Varano de’ Melegari in der italienischen Region Emilia-Romagna.

## Geschichte
Die ursprüngliche Festung über der Siedlung Vianino wurde vermutlich im 10. Jahrhundert errichtet. Das erste Dokument, in dem sie erwähnt wird, stammt aus dem Jahre 1001. Damals wurden die Reliquien der Heiligen Justina auf ihrem Weg von Rom nach Piacenza dort vorbeitransportiert.
Anfang des 11. Jahrhunderts gehörte das Gebiet Ildegarda, der Gattin des Langobarden Odone. 1028 verkaufte die adlige Dame ihre gesamten Besitzungen, worunter auch das Dorf Viazzano und das Castello di Roccalanzona fielen, an den Rektor der Peterskirche von Paderna, der sie seinerseits 1043 dem Kloster San Savino in Piacenza stiftete, das direkt dem Bischof von Piacenza unterstellt war.
1188 kaufte die Stadt Piacenza das Castello di Vianino, das vorher der Familie Ardemanni verlehnt war.
1209 wurden die Burg und die Siedlung der Familie Scarpa zugesprochen, denen bereits die anderen Burgen in der Gegend gehörten.
1382 investierte der Herzog von Mailand, Gian Galeazzo Visconti, den Markgrafen Galvano Pallavicino in das Lehen.
1428 sandte dessen Nachfolger, Filippo Maria Visconti, seine Truppen unter der Führung von Niccolò Piccinino gegen Manfredo Pallavicino, um das Castello di Pellegrino anzugreifen. Der Markgraf wurde gefangen genommen und unter Folter gezwungen, zu gestehen, dass er sich gegen den Herzog verschworen hätte, der ihn zum Tode verurteilte und alle seine Güter konfiszierte. Vianino fiel zusammen mit Pellegrino an Piccinino, aber 1447 rebellierten die Bewohner und töteten seinen drittgeborenen Sohn, Angelo. Das Lehen wurde daraufhin von der herzoglichen Liegenschaftsverwaltung in Mailand wieder eingezogen.
1481 schenkte der Herzog Gian Galeazzo Maria Sforza Vianino dem Markgrafen Pallavicino Pallavicini angelegentlich der Heirat des Erstgeborenen Galeazzo I. mit Elisabetta, der Tochter von Tristano Sforza.
1579 starb der Markgraf Gerolamo Pallavicino und die Burg wurde von der herzoglichen Liegenschaftsverwaltung von Parma eingezogen.
1592 verlehnte der Herzog von Parma, Alessandro Farnese, die Burg an die Markgrafen Facchinetti aus Bologna. 1647 fiel Vianino an die Markgrafen Dalla Rosa Prati, denen 1752 die Fogliani Sforzas nachfolgten.
1805 wurden durch die Dekrete Napoleons die Feudalrechte im Herzogtum Parma und Piacenza abgeschafft und von der alten Festung, die schon mehrere Male umgebaut und aufgeteilt worden war, blieb nur noch ein Eckturm übrig, der von einem Privatmann gekauft wurde.

## Beschreibung
Von der alten Burg, die mehrmals umgebaut und aufgeteilt wurde, ist heute nur noch ein runder Eckturm erhalten, der über dem Ortsrand der kleinen Siedlung liegt.
Das winzige Bauwerk mit einer für die militärische Architektur von Piacenza typischen Form, gestaltet wie z. B. das benachbarte Castello di Varsi, besteht vollkommen aus Bruchstein und hat ein Dach aus Schieferplatten. Es gibt nur wenige Öffnungen, die alle zur Siedlung hin zeigen, um den fast defensiven Charakter des Gebäudes zu demonstrieren. Die Zugangstüre mit Korbbogen ist über eine Leiter erreichbar.